# Albertine Koutouan
Albertine Koutouan, née le 28 décembre 1964, est une athlète de Côte d'Ivoire, championne d'Afrique de l'heptathlon en 1990.

## Biographie

### Palmarès
| Date | Compétition            | Lieu     | Résultat | Épreuve          | Performance |
| ---- | ---------------------- | -------- | -------- | ---------------- | ----------- |
| 1985 | Championnats d'Afrique | Le Caire | 3e       | 100 m haies      | 14 s 27     |
| 1987 | Jeux africains         | Nairobi  | 3e       | Saut en longueur | 6,05 m      |
| 1990 | Championnats d'Afrique | Le Caire | 1re      | Heptathlon       | 5 065 pts   |
| 1992 | Championnats d'Afrique | Maurice  | 3e       | Heptathlon       | 4 977 pts   |